# Andjety
Andjety, còn được biết đến với những cái tên là Anezti hay Anedjti, là một vị thần trong văn hóa Ai Cập cổ đại. Tên gọi của vị thần này mang ý nghĩa "Người của vùng Andjet". Vùng Andjet, hay thành phố cổ Busiris, là nome thứ 9 của Hạ Ai Cập, và cũng là nơi mà thần Andjety được tôn sùng bậc nhất.

## Mô tả
Andjety được cho là tiền thân của thần Osiris. Ông cầm trên tay móc và néo (các biểu tượng của vương quyền). Andjety đội trên đầu một vương miện với 2 cọng lông vũ, gần giống với vương miện Atef của Osiris. Vị pharaon đầu tiên của Vương triều thứ 4, Sneferu, được khắc họa là người đội vương miện của Andjety.
Những dòng văn tự khắc trên Kim tự tháp cho biết, Andjety là hiện thân của sức mạnh vương quyền đối với các vị vua và được gọi là "Người cai trị các huyện phía đông". Chính vì là hiện thân của quyền lực mà Andjety dần được sáp nhập vào Osiris và trở thành một vị thần cõi âm. Trong ngôi đền của mình tại Abydos, vua Seti I được mô tả là đang dâng hương cho thần Andjety-Osiris cùng với nữ thần Isis.
Trên một số cỗ quan tài thời kỳ Trung Vương quốc, Andjety được trao cho danh hiệu là "Con bò đực của những con diều hâu" (diều hâu là loài vật được trang trí trên miện đội đầu của các nữ thần lớn), ám chỉ ông là chồng của các bà nữ thần.